# Psiloderces bolang
Psiloderces bolang es una especie de araña araneomorfa del género Psiloderces, familia Psilodercidae. Fue descrita científicamente por Li & Chang en 2020.
Habita en Indonesia (Célebes). El holotipo masculino mide 1,49 mm y el paratipo femenino 1,30 mm.